# Kamagurka

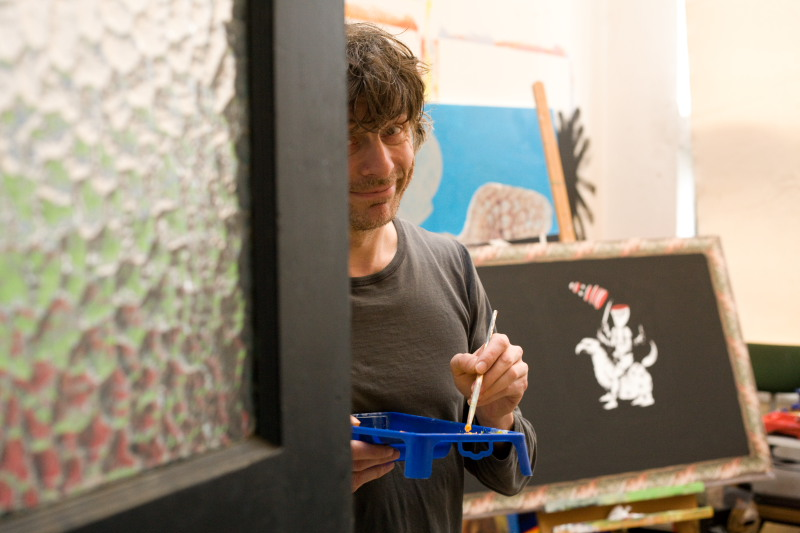
Kamagurka

Kamagurka, de nombre Luc Zeebroek (Nieuwpoort, Bélgica, 5 de mayo de 1956), es un historietista belga, dramaturgo, dibujante de cómic, pintor, humorista, comediante y productor televisivo, caracterizado por el carácter absurdo de su obra. Tiene en su haber una gran variedad de personajes cómicos, siendo "Bert en Bobje" de los más famosos. También escribe los guiones para el cómic Cowboy Henk , junto a Herr Seele.

## Educación
Kamagurka estudió Arte en Brujas y posteriormente realizó estudios en la Real Academia de Bellas Artes de Gante. Sin embargo, dejó la escuela antes de que se graduara.
Durante una excursión escolar en París, Kamagurka decidió ir al edificio de la revista Hara Kiri. Con sólo veinte años de edad, terminó visitándolo cada dos semanas llegando a permanecer allí hasta tres días seguidos. El propio Kamagurka considera que este hecho fue su verdadera educación y el pilar fundamental sobre el que se aposenta el resto de su obra.

## Carrera profesional

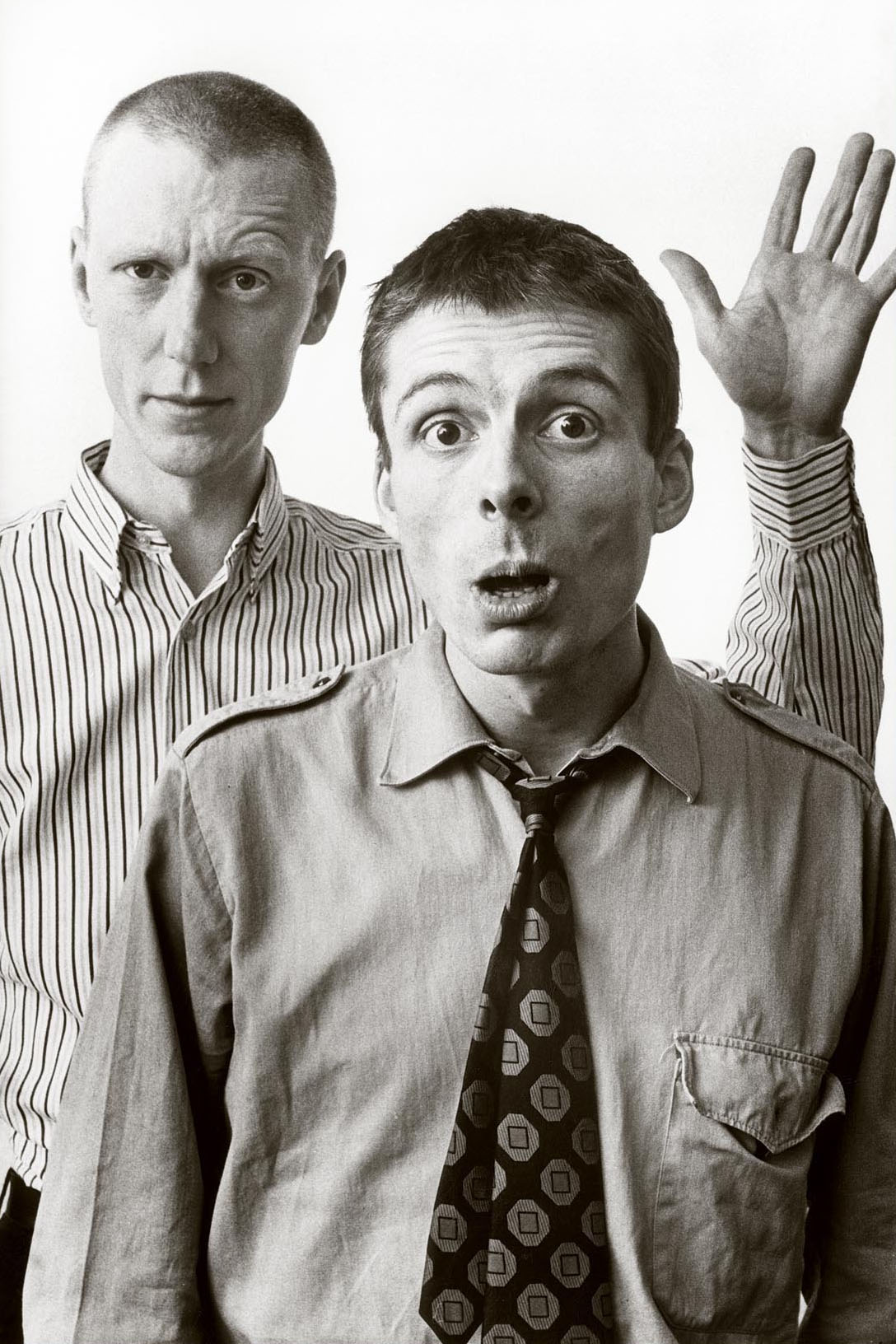
Kamagurka (frente) con Herr Seele

En 1972 debutó como dibujante en De Zeewacht. Tres años más tarde se convirtió en el dibujante regular en la revista semanal HUMO, donde introdujo historietas inspiradas en los cómics absurdos de Robert Crumb, Roland Topor y de la revista francesa Hara Kiri . En esos primeros años la revista recibió docenas de cartas de los lectores en la que los chistes de Kamagurka eran criticados porque la gente no los entendía o los veía como demasiado vulgares. Esto lo convirtió en una figura de culto. A día de hoy sigue siendo uno de los principales dibujantes de la revista.
En la década de 1980 también hizo dibujos animados con Herr Seele, con quien también realizó varios programas de radio ("Studio Kafka", "Kamagurkistan") y shows televisivos ("Lava", "Johnnywood", "Wees blij met wat je hebt" y "Bob en George"). 
En 1981 crea, junto a Herr Seele, lo que será su obra maestra: el cómic Cowboy Henk, el personaje más relevante del cómic underground europeo, bajo las premisas gráficas de la línea clara y los planteamientos conceptuales del teatro del absurdo de Ionesco y el surrealismo belga. Cowboy Henk ha sido publicado en diferentes países y homenajeado en diferentes salones y exposiciones de todo el mundo (Estambul, Helsinki, Paris…). En 2014 llega su mayor reconocimiento internacional al recibir en el Festival del Cómic de Angulema el Premio del Patrimonio.
Kamagurka también pinta y realiza teatro por Flandes y los Países Bajos.
También ha compuesto música con sencillos como "Constante Deugotant", "Marjoleintje", "Een klein leger, maar een dik leger" (1981) y uno censurado por la radio nacional "Weg met Boudewijn. Leve Fabiola ". Su banda se hacían llamar Kamagurka en de Vlaamse Primitieven. En 2000 lanzó un nuevo álbum llamado: "Oh Sabrina, jwat heb je met mijn snor gedaan?" con singles de título homónimo y "Nee, mijn lief: je bent niet te dik."
En 1985 recibió el premio Geuzenprijs por toda su obra.
Desde 2002 hace grandes contribuciones a De Laatste Show. En 2005 también fue productor de teatro junto a Jules Deelde con: "Kamadeeldra".
Desde 2006 ha estado haciendo televisión para "Man Bijt Hond" con su espectáculo De Grens.
En 2008 Kamagurka crea un enorme proyecto artístico llamado "Kamalmanak".
La idea consiste en realizar una pintura al día. Esto fue en 2008, año bisiesto, así que al final el resultado fueron 366 pinturas.
El proyecto fue patrocinado por el empresario Marc Coucke, miembro de la junta directiva de la compañía Omega Pharma. Coucke no es sólo un amante del arte sino además un gran admirador del arte de Luc Zeebroek.
Durante el proyecto Kamalmanak comenzó a hacer cortos para el sitio holandés digital de NRC TV. Durante el rodaje de uno de estos cortometrajes se inventó un nuevo movimiento artístico llamado Accidentalismo.
El Accidentalismo consiste en lo siguiente: Kamagurka pintaba un retrato de un ser imaginario. Luego muestraba ese retrato en la televisión, en los periódicos, en internet... haciendo las siguientes preguntas: "¿Eres tú?" o "¿Conoces a alguien que se parece a este retrato?" A partir de este evento, la persona que se veía reflejada en el retrato podía enviar una foto. La persona que más se pareciese al retrato pintado por el artista era oficialmente declarado como el retratado. Así es como funciona accidentalismo.

## Pinturas
En 2008 Kamagurka realizó un proyecto llamado Kamalmanak, en el cual pintaba un cuadro diario durante todo el año 2008, llegando a realizar un total de 366 (2008 fue un año bisiesto). Kamalmanak también es el título del catálogo en el que aparecen estas pinturas. El proyecto fue patrocinado por el hombre de negocios Marc Coucke, miembro de la dirección de la empresa Omega Pharma. Coucke es un amante del arte y un gran fan de Luc Zeebroek. En estas pinturas Kamagurka trata de mirar el mundo con cantidades ingentes de humor absurdista. Su inspiración proviene de varios movimientos artísticos, desde el cubismo hasta el pop-art. Su intención con este proyecto era alcanzar éxito internacional.
Siguió realizando cuadros con ese mismo estilo con la pequeña diferencia que, aunque siguió pintando diariamente, no necesariamente terminaba un cuadro cada día. Hizo una serie a la que llamó "Veluxart", compuesta de pinturas realizadas siempre cerca de una ventana de la azotea. También pintó una serie de lienzos en la que aparecían personajes de cómics (como Tintín, Los Pitufos, Batman) y personajes de dibujos animados (Mickey Mouse, Goofy, Popeye, Pedro Picapiedra, Mijnheer de Uil) en un estilo que él describe como Neo-cubismo. Imaginando cómo Picasso, Georges Braque o Juan Gris hubieran tratado a estos personajes de la cultura popular.
Otro tipo de arte que practicó fue el llamado "Accidentalismo". Que consistía en realizar el retrato de un desconocido, surgido de su imaginación, para después preguntar en directo por la televisión si algún hombre o mujer se reconocía en la pintura, y curiosamente siempre había alguien que mandaba su foto diciendo que era él el retratado.
Otra serie fueron los "Spiegeleipaintings" (pinturas de huevos fritos: un pollo en la yema de un huevo frito). 
Sus pinturas son muy variadas. Por ejemplo, un retrato oficial de la reina Beatriz con barba. Esto significa, según el pintor, que una reina puede convertirse en rey si esperas lo suficiente. En otras pinturas, él está fuertemente influenciado por Piet Mondriaan o Peter Paul Rubens o roba la temática de otro pintor para hacer una obra suya, como "Déjeuner sur l'herbe" de Édouard Manet, que transformó en "Déjeuner sous l 'herbe ".

## Varios
Kamagurka gana desde 1978 ininterrumpidamente la categoría de "Mejor Pintor", según los lectores de Humo. En 2010 fue derrotado por primera vez por Jonas Geirnaert. Terminó el número 4 en el top 10.
En la serie cómica Nero realizada por Marc Sleen el título "De Smaragdgroene pletskop" muestra un coronel que se llama "Kamagurka" (línea 71).
El grupo Osdorp Posse sampleó en 2003 un trozo de la Kamagurka Kamiel Kafka para hacer la canción "Sam Sam" en su álbum "Tegenstrijd".
Desde su juventud Kamagurka es un fan del equipo de fútbol KV Oostende, llegando a pertenecer a su Consejo de Administración. En 2009 le fue prohibido entrar al estadio durante tres meses porque entró en el campo de fútbol durante el partido en marzo de 2009.